# Voorschoten
Voorschoten é um município dos Países Baixos, situado na província da Holanda do Sul. Tem 11,56 km² de área e sua população em 2020 foi estimada em 25.602 habitantes.